# Campeonato Europeu de Atletismo Sub-23 de 2013
O Campeonato Europeu de Atletismo Sub-23 de 2013 foi a 9ª edição do campeonato, organizado pela Associação Europeia de Atletismo (AEA) para atletas que não completaram seu 23º aniversário em 2013. A competição ocorreu em  Tampere, na Finlândia, entre 10 e 14 de julho de 2013. Foram disputadas 44 provas no campeonato, no qual participaram 934 atletas de 45 nacionalidades. Foram quebrados 7 recordes do campeonato. 

## Resultados
Esses foram os resultados do campeonato. 
Masculino
| Evento                       | Ouro                                                                          | Ouro         | Prata                                                                                         | Prata    | Bronze                                                                         | Bronze      |
| ---------------------------- | ----------------------------------------------------------------------------- | ------------ | --------------------------------------------------------------------------------------------- | -------- | ------------------------------------------------------------------------------ | ----------- |
| 100 m                        | Adam Gemili · Reino Unido                                                     | 10.20        | Deji Tobais · Reino Unido                                                                     | 10.29    | Hensley Paulina · Países Baixos                                                | 10.48       |
| 200 m                        | Karol Zalewski · Polónia                                                      | 20.41        | Daniel Talbot · Reino Unido                                                                   | 20.46    | Pavel Maslák · Chéquia                                                         | 20.49 {NR}} |
| 400 m                        | Lev Mosin · Rússia                                                            | 45.51        | Vitaliy Butrym · Ucrânia                                                                      | 45.88    | Nikita Uglov · Rússia                                                          | 46.04       |
| 800 m                        | Pierre-Ambroise Bosse França                                                  | 1:45.79      | Taras Bybyk · Ucrânia                                                                         | 1:46.20  | Amel Tuka · Bósnia e Herzegovina                                               | 1:46.29     |
| 1.500 m                      | Pieter-Jan Hannes · Bélgica                                                   | 3:43.83      | Charlie Grice · Reino Unido                                                                   | 3:44.41  | Alberto Imedio · Espanha                                                       | 3:44.65     |
| 5.000 m                      | Henrik Ingebrigtsen · Noruega                                                 | 14:19.39     | Tom Farrell · Reino Unido                                                                     | 14:19.94 | Aitor Fernández · Espanha                                                      | 14:20.65    |
| 10.000 m                     | Gabriel Navarro · Espanha                                                     | 29:43.22     | Nicolae Alexandru Soare · Roménia                                                             | 29:43.76 | Abdi Hakin Ulad · Dinamarca                                                    | 29:44.78    |
| 110 m com barreiras          | Simon Krauss França                                                           | 13.55        | Koen Smet · Países Baixos                                                                     | 13.58    | Gregor Traber · Alemanha                                                       | 13.66       |
| 400 m com barreiras          | Emir Bekrić · Sérvia                                                          | 48.76        | Sebastian Rodger · Reino Unido                                                                | 49.19    | Rasmus Mägi · Estónia                                                          | 49.19       |
| 3.000 m com obstáculo        | Abdelaziz Merzougui · Espanha                                                 | 8:34.64      | Giuseppe Gerratana · Itália                                                                   | 8:35.55  | Tanguy Pepiot França                                                           | 8:38.07     |
| 20 km marcha atlética        | Pyotr Bogatyrev · Rússia                                                      | 1:21:3       | Aleksandr Ivanov · Rússia                                                                     | 1:21:34  | Hagen Pohle · Alemanha                                                         | 1:25:04     |
| Revezamento 4 x 100 metros   | Reino Unido · Deji Tobais · Daniel Talbot · Dannish Walker-Khan · Adam Gemili | 38.77 EU23L, | Polónia · Remigiusz Olszewski · Przemysław Słowikowski · Karol Zalewski · Grzegorz Zimniewicz | 38.81    | Espanha · Eduard Viles · Adrià Burriel · Bruno Hortelano · Eusebio Cáceres     | 38.87       |
| Revezamento 4 x 400 metros   | Rússia · Lev Mosin · Denis Nesmashnyi · Artem Vazhov · Nikita Uglov           | 3:04.63      | Bélgica · Seppe Thijs · Dylan Borlée · Stef Vanhaeren · Julien Watrin                         | 3:04.90  | Itália · Vito Incantalupo · Lorenzo Valentini · Marco Lorenzi · Michele Tricca | 3:05.10     |
| Salto em altura              | Douwe Amels · Países Baixos                                                   | 2.28         | Daniil Tsyplakov · Rússia                                                                     | 2.28     | Adónios Mástoras · GréciaAllan Smith · Reino Unido                             | 2.26 2.26   |
| Salto com vara               | Anton Ivakin · Rússia                                                         | 5.60         | Robert Sobera · Polónia                                                                       | 5.60     | Valentin Lavillenie · FrançaDaniel Clemens · Alemanha                          | 5.50 5.50   |
| Salto em distância           | Eusebio Cáceres · Espanha                                                     | 8.37         | Sergey Morgunov · Rússia                                                                      | 8.01     | Kirill Sukharev · Rússia                                                       | 7.90        |
| Salto triplo                 | Aleksey Fyodorov · Rússia                                                     | 17.13        | Gaëtan Saku Bafuanga França                                                                   | 16.57    | Artem Primak · Rússia                                                          | 16.49       |
| Arremesso de peso (6 kg)     | Jakub Szyszkowski · Polónia                                                   | 19.78        | Dominik Witczak · Polónia                                                                     | 19.63    | Mikhail Abramchuk · Bielorrússia                                               | 19.42       |
| Arremesso de disco (1,75 kg) | Andrius Gudžius · Lituânia                                                    | 62.40        | Viktor Butenko · Rússia                                                                       | 62.27    | Danijel Furtula · Montenegro                                                   | 61.61       |
| Arremesso de martelo (6 kg)  | Zakhar Makhrosenka · Bielorrússia                                             | 74.63        | Ákos Hudi · Hungria                                                                           | 74.06    | Quentin Bigot França                                                           | 74.00       |
| Lançamento de dardo          | Zigismunds Sirmais · Letónia                                                  | 82.77        | Bernhard Seifert · Alemanha                                                                   | 82.42    | Thomas Röhler · Alemanha                                                       | 81.74       |
| Decatlo                      | Kai Kazmirek · Alemanha                                                       | 8366         | Ilya Shkurenov · Rússia                                                                       | 8279     | Adam Helcelet · Chéquia                                                        | 8252        |

Feminino
| Evento                       | Ouro                                                                                        | Ouro      | Prata                                                                            | Prata    | Bronze                                                                            | Bronze   |
| ---------------------------- | ------------------------------------------------------------------------------------------- | --------- | -------------------------------------------------------------------------------- | -------- | --------------------------------------------------------------------------------- | -------- |
| 100 m                        | Dafne Schippers · Países Baixos                                                             | 11.13     | Jodie Williams · Reino Unido                                                     | 11.42    | Tatjana Pinto · Alemanha                                                          | 11.50    |
| 200 m                        | Jodie Williams · Reino Unido                                                                | 22.92     | Lenora Guion Firmin França                                                       | 22.96    | Gloria Hooper · Itália                                                            | 23.24    |
| 400 m                        | Lenora Guion Firmin França                                                                  | 51.68     | Mirela Lavric · Roménia                                                          | 52.06    | Justyna Święty · Polónia                                                          | 52.22    |
| 800 m                        | Mirela Lavric · Roménia                                                                     | 2:01.56   | Olha Lyakhova · Ucrânia                                                          | 2:01.90  | Selina Büchel · Suíça                                                             | 2:02.74  |
| 1.500 m                      | Amela Terzić · Sérvia                                                                       | 4:05.69 , | Corinna Harrer · Alemanha                                                        | 4:07.71  | Laura Muir · Reino Unido                                                          | 4:08.19  |
| 5.000 m                      | Gamze Bulut · Turquia                                                                       | 15:45.03  | Layes Abdullayeva · Azerbaijão                                                   | 15:51.72 | Kate Avery · Reino Unido                                                          | 15:54.07 |
| 10.000 m                     | Gulshat Fazlitdinova · Rússia                                                               | 32:53.93  | Viktoriya Khapilina · Ucrânia                                                    | 33:56.85 | Anastasia Karakatsani · Grécia                                                    | 33:57.74 |
| 110 m com barreiras          | Isabelle Pedersen · Noruega                                                                 | 13.12     | Karolina Kołeczek · Polónia                                                      | 13.30    | Nooralotta Neziri · Finlândia                                                     | 13.39    |
| 400 m com barreiras          | Vera Rudakova · Rússia                                                                      | 55.92     | Bianca Baak · Países Baixos                                                      | 56.75    | Anastasiya Lebid · Ucrânia                                                        | 56.92    |
| 3.000 m com obstáculo        | Gesa Felicitas Krause · Alemanha                                                            | 9:38.91   | Yekaterina Sokolenko · Rússia                                                    | 9:49.34  | Evdokiya Bukina · Rússia                                                          | 10:03.41 |
| 20 km marcha atlética        | Svetlana Vasilyeva · Rússia                                                                 | 1:30:07   | Lyudmyla Olyanovska · Ucrânia                                                    | 1:30:37  | Antonella Palmisano · Itália                                                      | 1:30:59  |
| Revezamento 4 x 100 metros   | Alemanha · Luise Hollender · Leena Günther · Tatjana Pinto · Katharina Grompe               | 43.29     | Reino Unido · Annie Tagoe · Corinne Humphreys · Rachel Johncock · Jodie Williams | 43.83    | Itália · Laura Gamba · Irene Siragusa · Martina Amidei · Gloria Hooper            | 43.86    |
| Revezamento 4 x 400 metros   | Polónia · Magdalena Gorzkowska · Małgorzata Hołub · Agnieszka Karczmarczyk · Justyna Święty | 3:29.74   | Roménia · Camelia Florina Gal · Mirela Lavric · Sanda Belgyan · Adelina Pastor   | 3:30.28  | França Lenora Guion Firmin Justine Fedronic Louise-Anne Bertheau Agnes Raharolahy | 3:30.64  |
| Salto em altura              | Alessia Trost · Itália                                                                      | 1.98      | Airine Palsyte · Lituânia                                                        | 1.92 =   | Oksana Krasnokutskaya · Rússia                                                    | 1.90 =   |
| Salto com vara               | Angelina Zhuk-Krasnova · Rússia                                                             | 4.70      | Anzhelika Sidorova · Rússia                                                      | 4.60     | Angelica Bengtsson · Suécia                                                       | 4.55     |
| Salto em distância           | Lena Malkus · Alemanha                                                                      | 6.76      | Krystyna Hryshutyna · Ucrânia                                                    | 6.61     | Dafne Schippers · Países Baixos                                                   | 6.59     |
| Salto triplo                 | Gabriela Petrova · Bulgária                                                                 | 13.91     | Dariya Derkach · Itália                                                          | 13.56    | Maja Bratkic · Eslovênia                                                          | 13.52    |
| Arremesso de peso (6 kg)     | Olha Holodnaya · Ucrânia                                                                    | 18.11     | Shanice Craft · Alemanha                                                         | 17.29    | Lena Urbaniak · Alemanha                                                          | 16.98    |
| Arremesso de disco (1,75 kg) | Anna Rüh · Alemanha                                                                         | 61.45     | Shanice Craft · Alemanha                                                         | 58.64    | Irina Rodrigues · Portugal                                                        | 56.80    |
| Arremesso de martelo (6 kg)  | Sophie Hitchon · Reino Unido                                                                | 70.72     | Barbara Spiler · Eslovênia                                                       | 69.69    | Alexia Sedykh França                                                              | 66.67    |
| Lançamento de dardo          | Lina Muze · Letónia                                                                         | 58.61     | Sarah Mayer · Alemanha                                                           | 55.43    | Marija Vučenović · Sérvia                                                         | 54.43    |
| Heptatlo                     | Katarina Johnson-Thompson · Reino Unido                                                     | 6215      | Kira Biesenbach · Alemanha                                                       | 5946     | Anastasiya Mokhnyuk · Ucrânia                                                     | 5898     |

## Quadro de medalhas

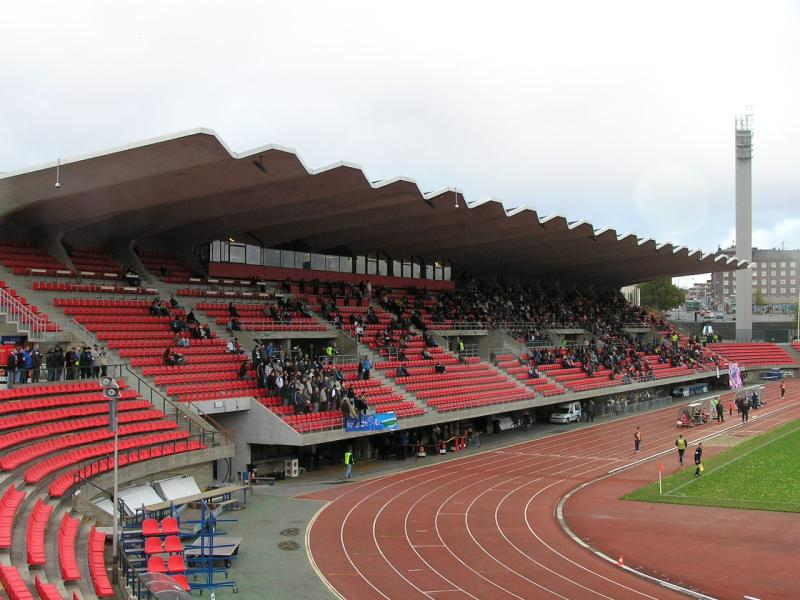
O estádio anfitrião em Tampere.

| Ordem | País                 | Medalha de ouro | Medalha de prata | Medalha de bronze | Total |
| ----- | -------------------- | --------------- | ---------------- | ----------------- | ----- |
| 1     | Rússia               | 8               | 7                | 5                 | 20    |
| 2     | Reino Unido          | 5               | 7                | 3                 | 15    |
| 3     | Alemanha             | 5               | 5                | 7                 | 17    |
| 4     | Polónia              | 3               | 4                | 1                 | 8     |
| 5     | França               | 3               | 2                | 5                 | 10    |
| 6     | Espanha              | 3               | 0                | 3                 | 6     |
| 7     | Países Baixos        | 2               | 2                | 2                 | 6     |
| 8     | Sérvia               | 2               | 0                | 1                 | 3     |
| 9     | Letónia              | 2               | 0                | 0                 | 2     |
| 9     | Noruega              | 2               | 0                | 0                 | 2     |
| 11    | Ucrânia              | 1               | 6                | 2                 | 9     |
| 12    | Roménia              | 1               | 3                | 0                 | 6     |
| 13    | Itália               | 1               | 2                | 4                 | 7     |
| 14    | Bélgica              | 1               | 1                | 0                 | 2     |
| 14    | Lituânia             | 1               | 1                | 0                 | 2     |
| 16    | Bielorrússia         | 1               | 0                | 1                 | 2     |
| 17    | Bulgária             | 1               | 0                | 0                 | 1     |
| 17    | Turquia              | 1               | 0                | 0                 | 1     |
| 19    | Eslovênia            | 0               | 1                | 1                 | 2     |
| 20    | Azerbaijão           | 0               | 1                | 0                 | 1     |
| 20    | Hungria              | 0               | 1                | 0                 | 1     |
| 22    | Chéquia              | 0               | 0                | 2                 | 2     |
| 22    | Grécia               | 0               | 0                | 2                 | 2     |
| 23    | Bósnia e Herzegovina | 0               | 0                | 1                 | 1     |
| 23    | Dinamarca            | 0               | 0                | 1                 | 1     |
| 23    | Estónia              | 0               | 0                | 1                 | 1     |
| 23    | Finlândia            | 0               | 0                | 1                 | 1     |
| 23    | Montenegro           | 0               | 0                | 1                 | 1     |
| 23    | Portugal             | 0               | 0                | 1                 | 1     |
| 23    | Suécia               | 0               | 0                | 1                 | 1     |
| 23    | Suíça                | 0               | 0                | 1                 | 1     |
|       | Total                | 42              | 42               | 44                | 128   |

## Participantes por nacionalidade
Um total de 934 atletas de 45 países participaram do campeonato.
- Arménia (1)
- Áustria (6)
- Azerbaijão (3)
- Bielorrússia (23)
- Bélgica (25)
- Bósnia e Herzegovina (3)
- Bulgária (8)
- Croácia (10)
- Chipre (8)
- Chéquia (32)
- Dinamarca (4)
- Estónia (17)
- Finlândia (38)
- França (51)
- Geórgia (7)
- Alemanha (69)
- Grécia (11)
- Hungria (27)
- Islândia (4)
- Irlanda (14)
- Israel (15)
- Itália (73)
- Letónia (15)
- Lituânia (20)
- Luxemburgo (5)
- Macedónia do Norte (1)
- Malta (1)
- Moldávia (2)
- Montenegro (2)
- Países Baixos (32)
- Noruega (25)
- Polónia (56)
- Portugal (22)
- Roménia (32)
- Rússia (58)
- San Marino (1)
- Sérvia (8)
- Eslováquia (6)
- Eslovénia (12)
- Espanha (41)
- Suécia (38)
- Suíça (17)
- Turquia (18)
- Ucrânia (37)
- Reino Unido (36)

Legenda
| Recorde mundial       | Recorde mundial (World record)               |                       | Recorde africano                      | Recorde africano (African) |                                           | Q | Classificado por posição (Qualified) |
| Recorde do campeonato | Recorde do campeonato (Championship record)  | Recorde da América    | Recorde da América (Americas)         | q                          | Classificado por melhor tempo (Qualified) |   |                                      |
| Melhor marca do ano   | Melhor marca do ano (World leading)          | Recorde asiático      | Recorde asiático (Asian)              | DNS                        | Não largou (Did not start)                |   |                                      |
| Recorde nacional      | Recorde nacional (National record)           | Recorde europeu       | Recorde europeu (European)            | DNF                        | Não terminou (Did not finish)             |   |                                      |
| Recorde pessoal       | Recorde pessoal do atleta (Personal best)    | Recorde da Oceania    | Recorde da Oceania (Oceania)          | DSQ / DQ                   | Desclassificado (Disqualified)            |   |                                      |
| Recorde da temporada  | Recorde da temporada do atleta (Season best) | Recorde sul-americano | Recorde sul-americano (South America) | NM                         | Sem marca (No mark)                       |   |                                      |